# Список неморських молюсків Чехії

Розташування Чехії

Список неморських молюсків Чехії має включати щонайменше 247 видів. У дикій природі зустрічаються 11 завезених видів черевоногих, серед яких і прісноводні  — 5, 6 — сухопутні, і 4 завезених двостулкових. 11 представників видів черевоногих живуть тільки в теплицях.
2 ендеміки:
- Alzoniella slovenica — Моравія (та Словаччина)
- Bulgarica nitidosa — Богемія.

У списку чеська назва виду дана у дужках. Відзначено, на який саме території зустрічається вид.

## Прісноводні молюски
Neritidae
- (zubovec dunajský) Theodoxus danubialis (C. Pfeiffer, 1828) — Моравія[1]
- (zubovec říční) Theodoxus fluviatilis (Linnaeus, 1758) — Богемія — локально вимер[1]
- (bahenka uherská) Viviparus acerosus (Bourguignat, 1862) — Моравія[1]
- (bahenka živorodá) Viviparus contectus (Millet, 1813) — Богемія, Моравія[1]
- (bahenka pruhovaná) Viviparus viviparus (Linnaeus, 1758) — Богемія[1]

Hydrobiidae

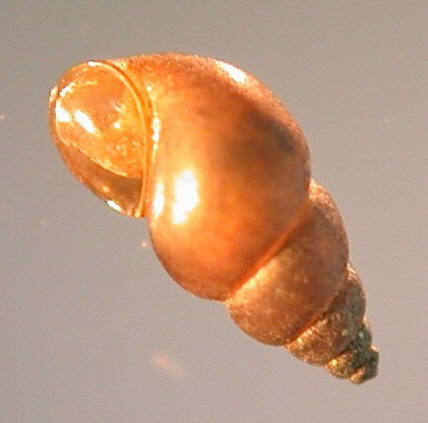
Potamopyrgus antipodarum

- (písečník novozélandský) Potamopyrgus antipodarum (Gray, 1843) — Богемія, Моравія[1]
- (vývěrka slovenská) Alzoniella slovenica (Ložek & Brtek, 1964) — Моравія[1]

Amnicolidae
- (praménka rakouská) Bythinella austriaca (von Frauenfeld, 1857) agg. — Богемія, Моравія[1]

Lithoglyphidae
- (kamolep říční) Lithoglyphus naticoides (C. Pfeiffer, 1828) — Моравія[1]
- (bahnivka nadmutá) Bithynia leachii (Sheppard, 1823) — Моравія[1]
- (bahnivka rmutná) Bithynia tentaculata (Linnaeus, 1758) — Богемія, Моравія[1]
- (bahnivka nadmutá) Bithynia troschelii (Paasch, 1842) — некорінний, Богемія, ендемік — Моравія[1][2].

Valvatidae
- (točenka plochá) Valvata cristata O. F. Müller, 1774 — Богемія, Моравія[1]
- (točenka veleústá) Valvata macrostoma Mörch, 1864 — Богемія[1]
- (točenka kulovitá) Valvata piscinalis (O. F. Müller, 1774) — Богемія, Моравія[1]

Acroloxidae
- (člunice jezerní) Acroloxus lacustris (Linnaeus, 1758) — Богемія, Моравія[1]

Lymnaeidae
- (bahnatka malá) Galba truncatula (O. F. Müller, 1774) — Богемія, Моравія[1]
- (blatenka tmavá) Stagnicola corvus (Gmelin, 1791) — Богемія, Моравія[1]
- (blatenka rybničná) Stagnicola fuscus (C. Pfeiffer, 1821) — Богемія[1]
- (blatenka bažinná) Stagnicola palustris (O. F. Müller, 1774) — Богемія, Моравія[1]
- (blatenka severní) Catascopia occulta (Jackiewicz, 1959) — Богемія, Моравія[1]
- (uchatka široká) Radix ampla (Hartmann, 1821) — Богемія, Моравія[1]
- (uchatka nadmutá) Radix auricularia (Linnaeus, 1758) — Богемія, Моравія[1]
- (uchatka vejčitá) Radix ovata (Draparnaud, 1805) — Богемія, Моравія[1]
- (uchatka toulavá) Radix peregra (O. F. Müller, 1774) — Богемія, Моравія[1]
- (pláštěnka sliznatá) Myxas glutinosa (O. F. Müller, 1774) — Богемія — локально вимер[1]
- (plovatka bahenní) Lymnaea stagnalis (Linnaeus, 1758) — Богемія, Моравія[1]

Physidae
- (levotočka bažinná) Aplexa hypnorum (Linnaeus, 1758) — Богемія, Моравія[1]
- (levatka říční) Physa fontinalis (Linnaeus, 1758) — Богемія, Моравія[1]
- (levatka ostrá) Physella acuta (Draparnaud, 1805) — некорінний, Богемія, некорінний, Моравія[1]

Planorbidae

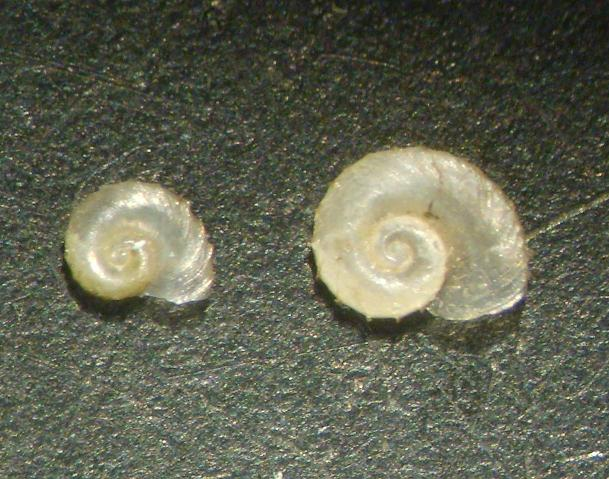
Gyraulus crista

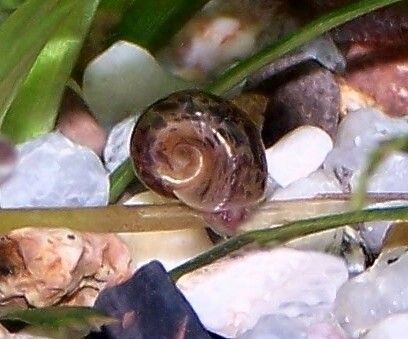
Planorbarius corneus

- (terčovník kýlnatý) Planorbis carinatus O. F. Müller, 1774 — Богемія, Моравія[1]
- (terčovník vroubený) Planorbis planorbis (Linnaeus, 1758) — Богемія, Моравія[1]
- (svinutec běloústý) Anisus leucostoma (Millet, 1813) — Богемія, Моравія[1]
- (svinutec sedmitočný) Anisus septemgyratus (Rossmässler, 1835) — Моравія[1]
- (svinutec kruhovitý) Anisus spirorbis (Linnaeus, 1758) — Богемія, Моравія[1]
- (svinutec zploštělý) Anisus vortex (Linnaeus, 1758) — Богемія, Моравія[1]
- (svinutec tenký) Anisus vorticulus (Troschel, 1834) — Богемія, Моравія[1]
- (řemeník svinutý) Bathyomphalus contortus (Linnaeus, 1758) — Богемія, Моравія[1]
- (kružník severní) Gyraulus acronicus (A. Férussac, 1807) — Богемія, Моравія[1]
- (kružník bělavý) Gyraulus albus (O. F. Müller, 1774) — Богемія, Моравія[1]
- (kružník žebrovaný) Gyraulus crista (Linnaeus, 1758) — Богемія, Моравія[1]
- (kružník hladký) Gyraulus laevis (Alder, 1838) — Богемія, Моравія[1]
- (kružník malý) Gyraulus parvus (Say, 1817) — некорінний, Богемія, некорінний, Моравія[1]
- (kružník Rossmasslerův) Gyraulus rossmaessleri (Auerswald, 1852) — Богемія, Моравія[1]
- (kýlnatec čočkovitý) Hippeutis complanatus (Linnaeus, 1758) — Богемія, Моравія[1]
- (lištovka lesklá) Segmentina nitida (O. F. Müller, 1774) — Богемія, Моравія[1]
- (okružák ploský) Planorbarius corneus (Linnaeus, 1758) — Богемія, Моравія[1]
- (menetovník rozšířený) Menetus dilatatus (Gould, 1841) — некорінний, Богемія[1]
- (kamomil říční) Ancylus fluviatilis O. F. Müller, 1774 — Богемія, Моравія[1]
- (člunka pravohrotá) Ferrissia fragilis (Tryon, 1863) — некорінний, Богемія, некорінний, Моравія.[1]

## Наземні молюски
Aciculidae
- (jehlovka malinká) Acicula parcelineata (Clessin, 1911) — Моравія[1]
- (jehlovka hladká) Platyla polita (Hartmann, 1840) — Богемія, Моравія[1]

Ellobiidae
- (síměnka nejmenší) Carychium minimum O. F. Müller, 1774 — Богемія, Моравія
- (síměnka trojzubá) Carychium tridentatum (Risso, 1826) — Богемія, Моравія
- (oblovka lesklá) Cochlicopa lubrica (O. F. Müller, 1774) — Богемія, Моравія
- (oblovka drobná) Cochlicopa lubricella (Rossmässler, 1835) — Богемія, Моравія
- (oblovka velká) Cochlicopa nitens (M. von Gallenstein, 1848) — Богемія, Моравія

Orculidae
- (sudovka skalní) Orcula dolium (Draparnaud, 1801) — Моравія
- (sudovka žebernatá) Sphyradium doliolum (Bruguière, 1792) — Богемія, Моравія

Chondrinidae
- (žitovka obilná) Granaria frumentum (Drapanaud, 1801) — Богемія, Моравія
- (ovsenka skalní) Chondrina avenacea (Bruguière, 1792) — Богемія
- (ovsenka žebernatá) Chondrina clienta (Westerlund, 1883) — Богемія, Моравія

Pupillidae
- (zrnovka slatinná) Pupilla pratensis (Clessin, 1871)>[3]
- (zrnovka mechová) Pupilla muscorum (Linnaeus, 1758) — Богемія, Моравія[1]
- (zrnovka žebernatá) Pupilla sterrii (Voith, 1840) — Богемія, Моравія[1]
- (zrnovka třízubá) Pupilla triplicata (Studer, 1820) — Богемія, Моравія[1]

Pyramidulidae
- (kuželovka skalní) Pyramidula pusilla (Vallot, 1801) — Богемія, Моравія

Valloniidae
- (údolníček žebernatý) Vallonia costata (O. F. Müller, 1774) — Богемія, Моравія[1]
- (údolníček velký) Vallonia declivis Sterki, 1892 — Богемія[1]
- (údolníček rýhovaný) Vallonia enniensis (Gredler, 1856) — Богемія, Моравія[1]
- (údolníček šikmý) Vallonia excentrica Sterki, 1893 — Богемія, Моравія[1]
- (údolníček drobný) Vallonia pulchella (O. F. Müller, 1774) — Богемія, Моравія[1]
- (ostnatka trnitá) Acanthinula aculeata (O. F. Müller, 1774) — Богемія, Моравія[1]

Vertiginidae
- (ostroústka drsná) Columella aspera Waldén, 1966 — Богемія, Моравія[1]
- (ostroústka bezzubá) Columella edentula (Draparnaud, 1805) — Богемія, Моравія[1]
- (drobnička jižní) Truncatellina claustralis (Gredler, 1856) — Богемія, Моравія[1]
- (drobnička žebernatá) Truncatellina costulata (Nilsson, 1823) — Богемія, Моравія[1]
- (drobnička válcovitá) Truncatellina cylindrica (A. Férussac, 1807) — Богемія, Моравія[1]
- (vrkoč horský) Vertigo alpestris Alder, 1838 — Богемія, Моравія
- (vrkoč útlý) Vertigo angustior Jeffreys, 1830 — Богемія, Моравія
- (vrkoč mnohozubý) Vertigo antivertigo (Draparnaud, 1801) — Богемія, Моравія
- (vrkoč Geyerův) Vertigo geyeri Lindholm, 1925 — Богемія
- (vrkoč rašelinný) Vertigo lilljeborgi (Westerlund, 1871)[4] — Богемія, Моравія
- (vrkoč bažinný) Vertigo moulinsiana (Dupuy, 1849) — Богемія, Моравія
- (vrkoč lesní) Vertigo pusilla O. F. Müller, 1774 — Богемія, Моравія
- (vrkoč malinký) Vertigo pygmaea (Draparnaud, 1801) — Богемія, Моравія
- (vrkoč nordický) Vertigo ronnebyensis (Westerlund, 1871) — Богемія
- (vrkoč rýhovaný) Vertigo substriata (Jeffreys, 1833) — Богемія, Моравія

Enidae
- (trojzubka stepní) Chondrula tridens (O. F. Müller, 1774) — Богемія, Моравія
- (hladovka horská) Ena montana (Draparnaud, 1801) — Богемія, Моравія
- (hladovka chlumní) Merdigera obscura (O. F. Müller, 1774) — Богемія, Моравія
- (lačník stepní) Zebrina detrita (O. F. Müller, 1774) — Богемія, Моравія

Clausiliidae
- (vřetenovka vosková opavská) Cochlodina cerata opaviensis Brabenec & Mácha, 1960 — Моравія[1]
- (vřetenovka zaměněná) Cochlodina costata commutata (Rossmässler, 1836) — Богемія, Моравія[1]
- (vřetenovka utajená krkonošská) Cochlodina dubiosa corcontica Brabenec, 1967 — Богемія[1]
- (vřetenovka hladká) Cochlodina laminata (Montagu, 1803) — Богемія, Моравія[1]
- (vřetenovka rovnoústá) Cochlodina orthostoma (Menke, 1828) — Богемія, Моравія[1]
- (zdobenka tečkovaná) Charpentieria ornata (Rossmässler, 1836) — Богемія, Моравія[1]
- (žebernatěnka drobná) Ruthenica filograna (Rossmässler, 1836) — Богемія, Моравія[1]
- (vřetenec horský) Pseudofusulus varians (C. Pfeiffer, 1828) — Богемія, вимер — Моравія[1]
- (řasnatka tmavá) Macrogastra badia (C. Pfeiffer, 1828) — Богемія, Моравія[1]
- (řasnatka žebernatá) Macrogastra borealis (Boettger, 1878) — syn. Macrogastra latestriata (A. Schmidt, 1857) — Моравія[1]
- (řasnatka lesní) Macrogastra plicatula (Draparnaud, 1801) — Богемія, Моравія
- (řasnatka nadmutá) Macrogastra tumida (Rossmässler, 1836) — Богемія, Моравія
- (řasnatka břichatá) Macrogastra ventricosa (Draparnaud, 1801) — Богемія, Моравія
- (závornatka černavá) Clausilia bidentata (Strøm, 1765) — Богемія
- (závornatka křížatá) Clausilia cruciata (Studer, 1820) — Богемія, Моравія
- (závornatka drsná) Clausilia dubia Draparnaud, 1805 — Богемія, Моравія
- (závornatka malá) Clausilia rugosa (Draparnaud, 1801) — Clausilia parvula Férussac, 1807 — Богемія, Моравія
- (závornatka kyjovitá) Clausilia pumila C. Pfeiffer, 1828 — Богемія, Моравія
- (vřetenatka mnohozubá) Laciniaria plicata (Draparnaud, 1801) — Богемія, Моравія
- (vřetenatka obecná) Balea biplicata (Montagu, 1803) — Богемія, Моравія — Alinda biplicata
- (hrotice obrácená) Balea perversa (Linnaeus, 1758) — Богемія, Моравія
- (vřetenatka hrubá) Vestia gulo (E. A. Bielz, 1859) — Моравія
- (vřetenatka Ranojevičova moravská) Vestia ranojevici moravica (Brabenec, 1952) — Моравія
- (vřetenatka nadmutá) Vestia turgida (Rossmässler, 1836) — Богемія, Моравія
- (vřetenatka šedavá) Bulgarica cana (Held, 1836) — Богемія, Моравія
- (vřetenatka lesklá) Bulgarica nitidosa (Uličný, 1893) — Богемія

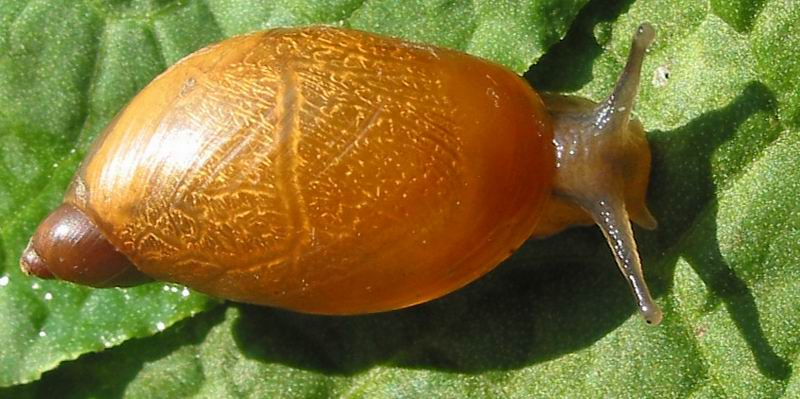
Succinea putris

- (jantarka podlouhlá) Succinella oblonga (Draparnaud, 1801) — Богемія, Моравія
- (jantarka obecná) Succinea putris (Linnaeus, 1758) — Богемія, Моравія
- (jantarka úhledná) Oxyloma elegans (Risso, 1826) — Богемія, Моравія

Ferussaciidae
- (bezočka šídlovitá) Cecilioides acicula (O. F. Müller, 1774) — Богемія, Моравія

Punctidae
- (boděnka malinká) Punctum pygmaeum (Draparnaud, 1801) — Богемія, Моравія

Helicodiscidae
- (spirálovníček zemní) Lucilla scintilla (Lowe, 1852) — Богемія, — некорінний[5]

Discidae
- (vrásenka orlojovitá) Discus perspectivus (M. von Mühlfeld, 1816) — Богемія, Моравія
- (vrásenka okrouhlá) Discus rotundatus (O. F. Müller, 1774) — Богемія, Моравія
- (vrásenka pomezní) Discus ruderatus (A. Férussac, 1821) — Богемія, Моравія

Gastrodontidae
- (zemounek lesní) Zonitoides arboreus (Say, 1816) — — некорінний in Моравія з 2006[6]
- (zemounek lesklý) Zonitoides nitidus (O. F. Müller, 1774) — Богемія, Моравія

Euconulidae
- (kuželík tmavý) Euconulus praticola (Reinhardt, 1883) — Богемія, Моравія
- (kuželík drobný) Euconulus fulvus (O. F. Müller, 1774) — Богемія, Моравія

Oxychilidae
- (sítovka podhorská) Aegopinella epipedostoma (Fagot, 1879) — Моравія
- (sítovka suchomilná) Aegopinella minor (Stabile, 1864) — Богемія, Моравія
- (sítovka blýštivá) Aegopinella nitens (Michaud, 1831) — Богемія, Моравія
- (sítovka lesklá) Aegopinella nitidula (Draparnaud, 1805) — Богемія, Моравія
- (sítovka čistá) Aegopinella pura (Alder, 1830) — Богемія, Моравія
- (sítovka dravá) Aegopinella ressmanni (Westerlund, 1883) — Богемія, з 2007[1][7]
- (blyštivka rýhovaná) Perpolita hammonis (Strøm, 1765) — Богемія, Моравія
- (blyštivka skleněná) Perpolita petronella (L. Pfeiffer, 1853) — Богемія, Моравія
- (skelnatka česneková) Oxychilus alliarius (Miller, 1822) — Богемія
- (skelnatka drnová) Oxychilus cellarius (O. F. Müller, 1774) — Богемія, Моравія
- (skelnatka stlačená) Oxychilus depressus (Sterki, 1880) — Богемія, Моравія
- (skelnatka západní) Oxychilus draparnaudi (Beck, 1837) — Богемія — некорінний, Моравія — некорінний[1]
- (skelnatka hladká) Oxychilus glaber (Rossmässler, 1835) — Богемія, Моравія
- (skelnatka zemní) Oxychilus inopinatus (Uličný, 1887) — Богемія, Моравія
- (skelnatka horská) Oxychilus mortilleti (L. Pfeiffer, 1859) — Богемія
- (sklovatka krátkonohá) Daudebardia brevipes (Draparnaud, 1805) — Богемія, Моравія
- (sklovatka rudá) Daudebardia rufa (Draparnaud, 1805) — Богемія, Моравія

Pristilomatidae
- (skelnička stažená) Vitrea contracta (Westerlund, 1871) — Богемія, Моравія
- (skelnička průhledná) Vitrea crystallina (O. F. Müller, 1774) — Богемія, Моравія
- (skelnička průzračná) Vitrea diaphana (Studer, 1820) — Богемія, Моравія
- (skelnička zjizvená) Vitrea subrimata (Reinhardt, 1871) — Богемія, Моравія
- (skelnička karpatská) Vitrea transsylvanica (Clessin, 1877) — Богемія, Моравія

Vitrinidae
- (skleněnka průsvitná) Vitrina pellucida (O. F. Müller, 1774) — Богемія, Моравія
- (slimáčnice průhledná) Eucobresia diaphana (Draparnaud, 1805) — Богемія, Моравія
- (slimáčnice lesní) Eucobresia nivalis (Dumont & Mortillet, 1854) — Богемія, Моравія
- (slimáčník horský) Semilimax kotulae (Westerlund, 1883) — Богемія, Моравія
- (slimáčník táhlý) Semilimax semilimax (J. Férussac, 1802) — Богемія, Моравія

Zonitidae
- (zemoun skalní) Aegopis verticillus (Lamarck, 1822) — Богемія, Моравія

Milacidae
- (plžice štíhlá) Tandonia budapestensis (Hazay, 1881) — Богемія, Моравія
- (plžice vroubená) Tandonia rustica (Millet, 1843) — Богемія

Limacidae

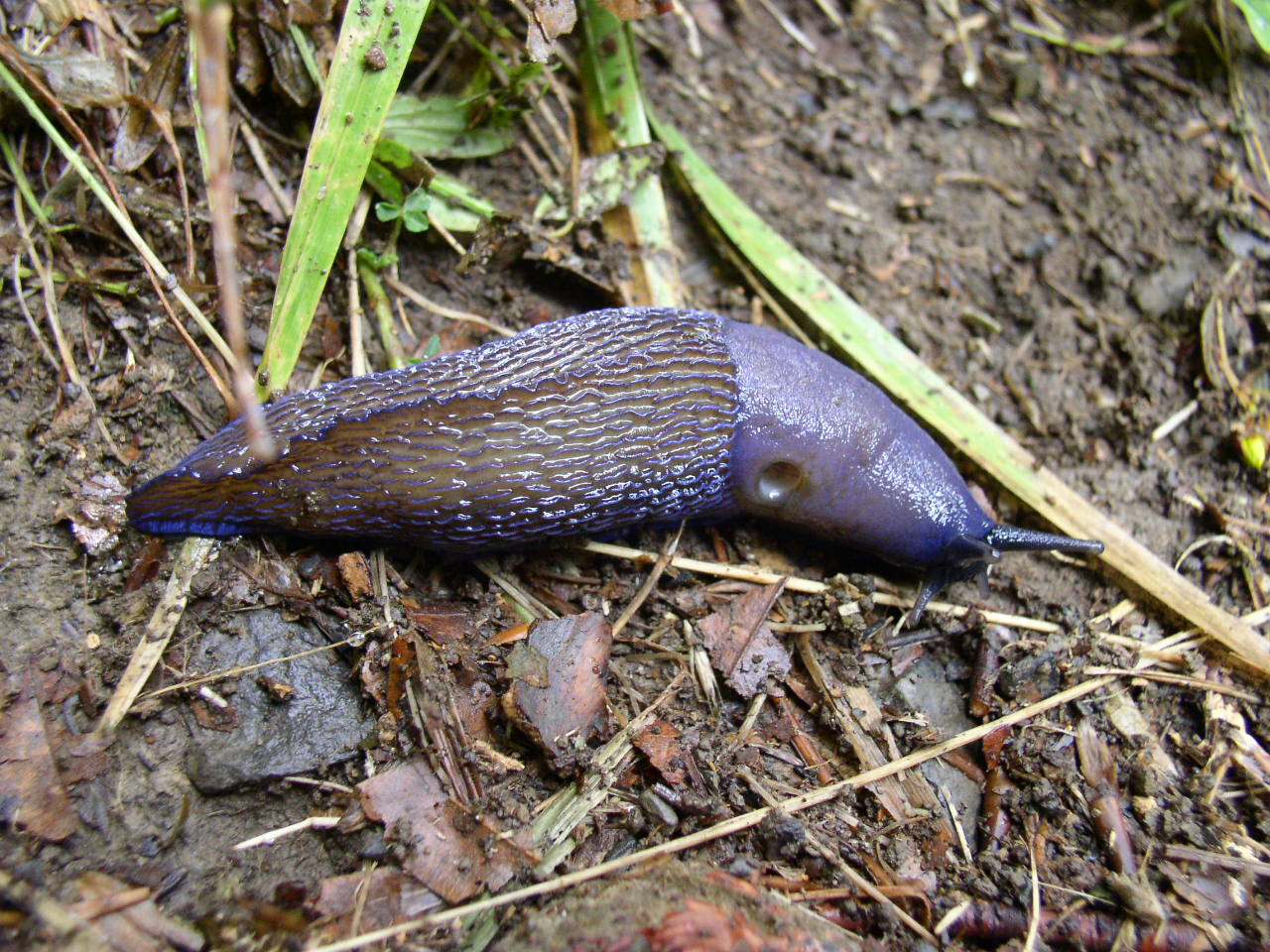
Bielzia coerulans

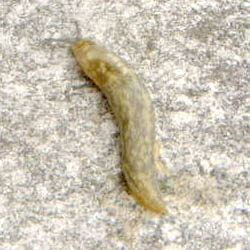
Limacus flavus

- (modranka karpatská) Bielzia coerulans (M. Bielz, 1851) — Моравія
- (slimák popelavý) Limax cinereoniger Wolf, 1803 — Богемія, Моравія
- (slimák největší) Limax maximus Linnaeus, 1758 — Богемія, Моравія
- (slimák pestrý) Limacus flavus (Linnaeus, 1758) — Богемія, Моравія
- (slimák žlutý) Malacolimax tenellus (O. F. Müller, 1774) — Богемія, Моравія
- (podkornatka karpatská) Lehmannia macroflagellata Grossu & Lupu, 1962 — Богемія, Моравія
- (podkornatka žíhaná) Lehmannia marginata (O. F. Müller, 1774) — Богемія, Моравія
- (podkornatka jižní) Lehmannia nyctelia (Bourguignat, 1861) — Моравія

Agriolimacidae
- (slimáček polní) Deroceras agreste (Linnaeus, 1758) — Богемія, Моравія
- (slimáček hladký) Deroceras laeve (O. F. Müller, 1774) — Богемія, Моравія
- (slimáček středomořský) Deroceras panormitanum (Lessona & Pollonera, 1882) — некорінний Моравія з 2003[1][8]
- (slimáček lesní) Deroceras praecox Wiktor, 1966 — Богемія, Моравія
- (slimáček síťkovaný) Deroceras reticulatum (O. F. Müller, 1774) — Богемія, Моравія
- (slimáček světlý) Deroceras rodnae Grossu & Lupu, 1965 — Богемія, Моравія
- (slimáček evropský) Deroceras sturanyi (Simroth, 1894) — Богемія, Моравія
- (slimáček balkánský) Deroceras turcicum (Simroth, 1894) — Богемія, Моравія

Boettgerillidae
- (blednička útlá) Boettgerilla pallens Simroth, 1912 — Богемія — некорінний, Моравія — некорінний[1]

Arionidae
- (plzák alpský) Arion obesoductus Reischütz, 1973 — Arion alpinus auctt. Pollonera, 1887 — Богемія, Моравія[1]
- (plzák žíhaný) Arion circumscriptus Johnston, 1828 — Богемія, Моравія
- (plzák obecný) Arion distinctus Mabille, 1868 — Богемія, Моравія
- (plzák žlutopruhý) Arion fasciatus (Nilsson, 1823) — Богемія, Моравія
- (plzák nejmenší) Arion intermedius (Normand, 1852) — Богемія, Моравія
- (plzák španělský) Arion vulgaris (Moquin-Tandon, 1855) — некорінний з 1991, Богемія — некорінний, Моравія — некорінний[1]
- (plzák lesní) Arion rufus (Linnaeus, 1758) — Богемія, Моравія
- (plzák hajní) Arion silvaticus Lohmander, 1937 — Богемія, Моравія
- (plzák hnědý) Arion fuscus (O. F. Müller, 1774) — Богемія, Моравія

Bradybaenidae

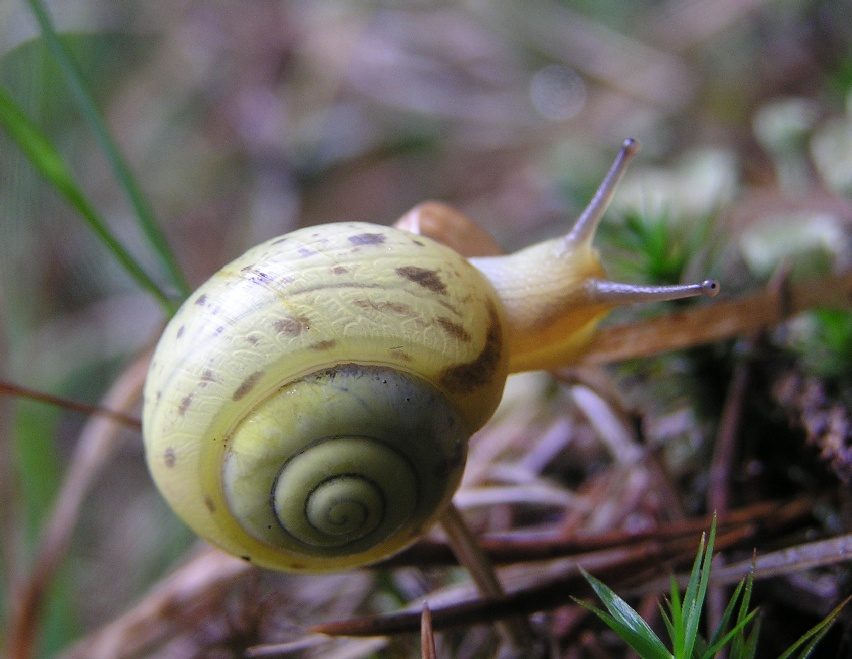
Fruticicola fruticum

- (keřovka plavá) Fruticicola fruticum (O. F. Müller, 1774) — Богемія, Моравія

Helicodontidae
- (trojlaločka pyskatá) Helicodonta obvoluta (O. F. Müller, 1774) — Богемія, Моравія

Hygromiidae

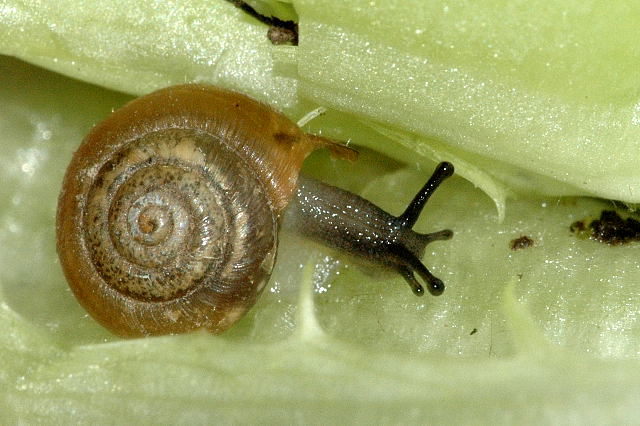
Trochulus hispidus

- (keřnatka vrásčitá) Euomphalia strigella (Draparnaud, 1801) — Богемія, Моравія
- (tmavoretka kentská) Monacha cantiana (Montagu, 1803) —— некорінний in Богемія з 2009[1][9]
- (tmavoretka bělavá) Monacha cartusiana (O. F. Müller, 1774)  — некорінний Богемія,[1] Моравія[1]
- (srstnatka chlupatá) Trochulus hispidus (Linnaeus, 1758) — Богемія, Моравія
- (srstnatka západní) Trochulus sericeus (Draparnaud, 1801) — Богемія, Моравія
- (srstnatka huňatá) Trochulus villosulus (Rossmässler, 1838) — Моравія
- (srstnatka karpatská) Trochulus lubomirskii (Ślósarskii, 1881) — Богемія, Моравія
- (srstnatka bezzubá) Petasina edentula (Draparnaud, 1805) — Богемія
- (srstnatka jednozubá) Petasina unidentata (Draparnaud, 1805) — Богемія, Моравія
- (suchomilka rýhovaná) Helicopsis striata (O. F. Müller, 1774) — Богемія, вимер — Моравія
- (suchomilka pannonská) Candidula soosiana (J. Wagner, 1933) — Моравія
- (suchomilka bělavá) Candidula unifasciata (Poiret, 1801) — Богемія, Моравія
- (suchomilka ladní) Helicella itala (Linnaeus, 1758) — Богемія, Моравія
- (suchomilka obecná) Xerolenta obvia (Menke, 1828) — Богемія, Моравія
- (suchomilka přehlížená) Cernuella neglecta (Draparnaud, 1805) —— некорінний Богемія[1]
- (dvojzubka lužní) Perforatella bidentata (Gmelin, 1791) — Богемія, Моравія
- (vlahovka narudlá) Monachoides incarnatus (O. F. Müller, 1774) — Богемія, Моравія
- (vlahovka karpatská) Monachoides vicinus (Rossmässler, 1842) — Богемія, Моравія
- (vlahovka rezavá) Pseudotrichia rubiginosa (Rossmässler, 1838) — Богемія, Моравія
- (žihlobytka stinná) Urticicola umbrosus (C. Pfeiffer, 1828) — Богемія, Моравія
- (tenkostěnka kýlnatá) Hygromia cinctella (Draparnaud, 1801) — некорінний — Богемія з 2010[1][10]

Helicidae
- (plamatka lesní) Arianta arbustorum (Linnaeus, 1758) — Богемія, Моравія
- (skalnice kýlnatá) Helicigona lapicida (Linnaeus, 1758) — Богемія, Моравія
- (skalnice lepá) Faustina faustina (Rossmässler, 1835) — Богемія, Моравія
- (zuboústka trojzubá) Isognomostoma isognomostomos (Schröter, 1784) — Богемія, Моравія
- (zuboústka sametová) Causa holosericea (Studer, 1820) — Богемія, Моравія
- (páskovka keřová) Cepaea hortensis (O. F. Müller, 1774) — Богемія, Моравія
- (páskovka hajní) Cepaea nemoralis (Linnaeus, 1758) — Богемія, Моравія
- (páskovka žíhaná) Cepaea vindobonensis (A. Férussac, 1821) — Богемія, Моравія
- (hlemýždík kropenatý) Helix aspersa (O. F. Müller, 1774) — Богемія, — некорінний з 2008[1][11]
- (hlemýžď balkánský) Helix lucorum Linnaeus, 1758 — — некорінний Богемія[1][12]
- (hlemýžď zahradní) Helix pomatia Linnaeus, 1758 — Богемія, Моравія

## Прісноводнідвостулкові
Unionoida
Margaritiferidae
- (perlorodka říční) Margaritifera margaritifera (Linnaeus, 1758)[1]
- (velevrub tupý) Unio crassus Philipsson, 1788 — Богемія, Моравія[1]
- (velevrub malířský) Unio pictorum (Linnaeus, 1758) — Богемія, Моравія[1]
- (velevrub nadmutý) Unio tumidus Philipsson, 1788 — Богемія, Моравія[1]
- (škeble říční) Anodonta anatina (Linnaeus, 1758) — Богемія, Моравія[1]
- (škeble rybničná) Anodonta cygnea (Linnaeus, 1758) — Богемія, Моравія[1]
- (škeble plochá) Pseudanodonta complanata (Rossmässler, 1835) — Богемія, Моравія[1]
- (škeble asijská) Sinanodonta woodiana (Lea, 1834)[13][1][14]

Veneroida
Corbiculidae
- (korbikula asijská) Corbicula fluminea (O. F. Müller, 1774)[1][15]

Sphaeriidae
- (okružanka rohovitá) Sphaerium corneum (Linnaeus, 1758) — Богемія, Моравія[1]
- (okružanka mokřadní) Sphaerium nucleus (S. Studer, 1820) — Богемія, Моравія[1]
- (okružanka říční) Sphaerium rivicola (Lamarck, 1818) — Богемія, Моравія[1]
- (okrouhlice rybničná) Musculium lacustre (O. F. Müller, 1774) — Богемія, Моравія[1]
- (hrachovka říční) Pisidium amnicum (O. F. Müller, 1774) — Богемія, Моравія[1]
- (hrachovka obecná) Pisidium casertanum (Poli, 1791) — Богемія, Моравія[1]
- (hrachovka kulovitá) Pisidium globulare Clessin, 1873 — Богемія, Моравія[1]
- (hrachovka hrbolatá) Pisidium henslowanum (Sheppard, 1823) — Богемія, Моравія[1]
- (hrachovka severní) Pisidium hibernicum Westerlund, 1894 — Богемія, Моравія[1]
- (hrachovka prosná) Pisidium milium Held, 1836 — Богемія, Моравія[1]
- (hrachovka nepatrná) Pisidium moitessierianum Paladilhe, 1866 — Богемія, Моравія[1]
- (hrachovka lesklá) Pisidium nitidum Jenyns, 1832 — Богемія, Моравія[1]
- (hrachovka tupá) Pisidium obtusale (Lamarck, 1818) — Богемія, Моравія[1]
- (hrachovka malinká) Pisidium personatum Malm, 1855 — Богемія, Моравія[1]
- (hrachovka okružankovitá) Pisidium pseudosphaerium Favre, 1927 — Богемія, Моравія[1]
- (hrachovka otupená) Pisidium subtruncatum Malm, 1855 — Богемія, Моравія[1]
- (hrachovka obrácená) Pisidium supinum A. Schmidt, 1851 — Богемія, Моравія[1]
- (hrachovka čárkovaná) Pisidium tenuilineatum Stelfox, 1918 — Богемія, Моравія[1]

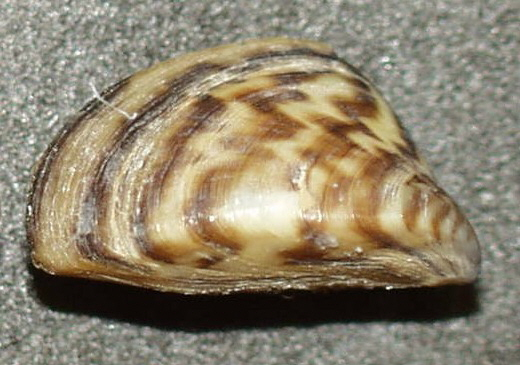
Dreissena polymorpha

- (slávička mnohotvárná) Dreissena polymorpha (Pallas, 1771)[1]

## Синантропи
- (křivoústka liberijská) Gulella io Verdcourt, 1974[1][16]
- (kružník čínský) Gyraulus chinensis (Dunker, 1848)[1][17]
- (skelnatěnka drobná) Hawaiia minuscula (Binney, 1840)[1][18]
- (subulína paličkovitá) Lamellaxis clavulinus (Potiez & Michaud, 1838)[1]
- (podkornatka iberská) Lehmannia valentiana (Férussac, 1823)[1]
- (piskořka hrbolkovitá) Melanoides tuberculata (O. F. Müller, 1774)[1]
- (subulína malá) Opeas pumilum (L. Pfeiffer, 1840)[1]
- one of the following two similar species:
  - Helisoma anceps (Menke, 1830) — (okružákovec kýlnatý) Planorbella anceps (Menke, 1830)[1]
  - (okružákovec floridský) Planorbella duryi (Wetherby, 1879)[1] — Planorbella trivolvis (Say, 1817)
- (ampulárka argentinská) Pomacea bridgesii (Reeve, 1856)[1]
- (blátivka americká) Pseudosuccinea columella (Say, 1817)[1]
- (subulína americká) Subulina octona (Bruguière, 1798)[1][19]